# The Skipper's Daughter
The Skipper's Daughter è un cortometraggio muto del 1909. Non si conosce il nome del regista né si hanno altri dati sul cast del film.

## Trama
Il Nancy Lee, lo schooner del vecchio capitano Jed Horn, trasporta il legname tra i porti del Golfo del Messico e le prospere città del Mississippi. Il lavoro è duro e Horn ha come equipaggio due marinai, Jim e Tom. Tom è un omaccione grande e grosso, destinato da Horn a sostituirlo al comando dello schooner. L'uomo, fidanzato a Lucy, la figlia più giovane di Horn, si stanca ben presto di lei, preferendole la sorella maggiore, Jane, fidanzata a Jim. In uno degli scali, un giorno, si accende una discussione tra i due marinai a causa del modo di scaricare il legname. I due stanno per darsele di santa ragione ma vengono subito divisi da Horn che addossa la maggior parte della colpa del litigio sulle spalle del povero Jim. Il capitano, infatti, non ama il suo navigatore che tiene a bordo solo per la sua abilità nella navigazione. Intanto, sulla banchina, sono arrivate Jane e Lucy. Jane e Jim si salutano affettuosamente, mentre Tom, seccato per quelle effusioni, pianta lì da sola la piccola Lucy per recarsi dal capitano al quale confida il suo nuovo interesse per Jane. Horn è felice di quella scelta, perché avrebbe sempre voluto che  la figlia maggiore sposasse Tom, il suo preferito. Così, non perde tempo, comunicando a tutti che Tom sposerà Jane prima che la barca parta nuovamente per il Golfo. Jim, però, non ci sta, opponendosi alla decisione del capitano e dichiarando che nessuno porterà Jane via da lui. Horn, pieno di rabbia, afferra una sbarra di ferro con la quale colpisce il marinaio che cade esanime. Jane, spaventata, corre dalla madre a raccontarle quanto sta succedendo. Intanto il vecchio non sa più cosa fare. Tom, allora, gli suggerisce di far sparire in mare il corpo di Jim. Ma quest'ultimo si risveglia: l'arrivo delle due ragazze con la madre mette fine alla cosa e tutto sembra rientrare nella normalità. Una sera, dopo essersi ubriacato, Tom incrocia sulla banchina Jim che passeggia con la fidanzata con la quale sta facendo piani sul loro futuro. Geloso, il marinaio si scaglia sul rivale: lui è più grosso e più forte, ma tutto l'alcol ingerito non lo aiuta nella lotta e Jim sembra avere la meglio su di lui. I due lottano ferocemente; quando arrivano sulla passerella che attraversa il profondo canale, Jim sta ormai perdendo le forze contro quell'avversario troppo forte per lui. Ma, in un ultimo scatto di volontà, riesce ad afferrare il corpo del rivale, sollevando in un possente sforzo e riuscendo a buttarlo in acqua. Jane, che ha assistito allo scontro, temendo che Jim possa essere accusato di omicidio, lo prega di salvare Tom che, privo di sensi, sta ormai affondando. Benché quasi senza forze, Jim si getta in acqua e, lottando contro la marea che lo risucchia, riesce a riportare a bordo il marinaio. La calma ritorna a bordo. Horn, reso più malleabile dagli ultimi accadimenti, permette alle figlie di prendere parte al viaggio. Ma Tom cova pensieri di vendetta. Di notte, approfittando delle tenebre, scivola alle spalle di Jim che sta scandagliando il fiume, deciso a buttarlo fuori bordo: i suoi maneggi sono però visti da Skipo, uno dei lavoranti negri, che lancia l'allarme. Ora il capitano comincia a rendersi pienamente conto dell'anima nera di quel bruto e lo fa legare a un albero, in attesa che il rimorchiatore venga a prendere il prigioniero e a portarlo via. La piccola Lucy, che Tom ha umiliato con il suo disprezzo, non può dimenticare di averlo comunque amato: preso un coltello, va a liberarlo. Il marinaio fugge, allora, su una scialuppa lasciandola disperata e sola sul ponte della Nancy Lee. Senza più la presenza di Tom, la nave prosegue tranquillamente il suo viaggio. Il capitano Horn, adesso è pentito di come si è comportato anche nei confronti della povera Lucy. Così, adesso, benedice le nozze di Jane e Jim che ora possono finalmente sposarsi.

## Produzione
Il film fu prodotto dalla Selig Polyscope Company.

## Distribuzione
Distribuito dalla Selig Polyscope Company, il film - un cortometraggio di una bobina - uscì nelle sale cinematografiche statunitensi il 25 febbraio 1909.